# Matteo Juričić
Matteo Juričić (Rijeka, 28. siječnja 1991.) je hrvatski profesionalni košarkaš. Igra na poziciji razigravača, a trenutačno je član sloboan igrač.

## Košarkaška karijera
Svoje prve košarkaške korake napravio je u košarkaškom klubu Jelenje-Dražice, gdje ga je trenirao Branko Ćubelić. Odlazi u riječki RI basket, gdje je proveo dvije godine. Ondje je igrao u mlađim kadetima, ali se je na početku seniorskog staža preselio u redove Kvarnera. Nije odmah zaigrao za prvu momčad, nego je otišao u drugu momčad riječkog prvoligaša, u zapadnu A-2 ligu. Početkom 2007. natrag je vraćen u momčad Kvarnera i imao je tešku prilagodbu A-1 ligi. Nije puno igrao, ali sljedeće sezone se je potpuno afirmirao i postao drugim razigravačem momčadi.  Kako je klub nakon loših rezultata u sezoni 2008./09. i gomilanja dugova objavio svoje gašenje, Juričić je postao slobodan igrač. U kolovozu 2009. odlazi na probu u hrvatsku Cibonu Zagreb.

## Reprezentacija
Bio je član hrvatske U-16 i U-18 košarkaške reprezentacije. Iako je na pripremama hrvatske reprezenatcije za Europsko U-20 prvenstvo koje se je igralo u Grčkoj proveo cijelo ljeto, posljednjeg dana priprema saznao je da je prekobrojan. Još veća nesreća bila je ta da je Hrvatska U-20 reprezentacija osvojila brončanu medalju, a Juričić je ostao bez odličja.

## Privatnost
- Matteo je maturant sportskog razreda Salezijanske gimnazije u Rijeci.